# 松本ミーハー堂
松本ミーハー堂（まつもとミーハーどう）は、四国放送が放送していたラジオ番組。
2006年4月放送開始。松竹芸能の松本美香がパーソナリティーのトークバラエティー。「女子必聴」と銘打たれており、芸能界の各種情報や裏話をトークする内容となっていた。トークゲストは若手お笑い芸人や男性俳優が多かったが、現在は渡辺裕薫に固定されている。
また放送から1週間、インターネットでも聞くことができる。
2008年9月をもって放送を終了した。

## 放送時間
- 毎週日曜 22:00〜23:00